# Зверев, Борис Сергеевич
Бори́с Серге́евич Зве́рев (1920—1953) — советский инженер, участник ядерного проекта, лауреат Сталинской премии (1953 — посмертно).

## Биография
Родился 3 апреля 1920 года в селе Наскафтым (сейчас — Шемышейский район, Пензенская область), там же учился в начальной школе. В 1938 году окончил в Моршанске среднюю школу имени А. С. Пушкина и поступил в МИХМ.
Добровольцем ушел на фронт защищать Москву 15.10.1941, разведчик-рядовой 1-го саперного полка московских рабочих 3-й коммунистической дивизии СЗФ. Получил направление в Калининское военно-техническое училище, окончил его в декабре 1943 году, техник-лейтенант, служил помощником командира роты по техчасти в 3-й ОБ. Х.З (отдельный батальон химзащиты). В октябре 1944 года направлен военпредом в Иркутск.
В 1945 году демобилизовался и восстановился в МИХМ. После его окончания с 1947 году работал на химкомбинате «Маяк» на реакторе «А» сменным механиком. Вскоре был назначен старшим инженером по спецремонту. Предложил техническое решение, позволившее нормализовать разгрузку рабочих блоков. Группа под его руководством разработала и внедрила технологию расчистки «козлов».
В 1950 году после получения предельной дозы облучения выведен в чистые условия начальником смены на объект водоподготовки.
В 1951 году подал заявление, прошел медкомиссию и с разрешения ВТЭК был переведён в химцех тритиевого производства на хозяйстве Логиновского Ф. Е. при реакторе АИ.
В 1953 году состояние здоровья резко ухудшилось (облучение за 1948—1953 годы 380 бэр). Диагноз — недостаточность деятельности болезненно-измененного сердца. Умер 10 ноября 1953 года. Похоронен на старом кладбище в Озёрске.
Жена — Зверева Тамара Петровна (р. 27.1.1925) — также окончила МИХМ и работала на химкомбинате «Маяк». После смерти мужа уволилась и была откомандирована на предприятие п/я 276. Дочь умерла в младенческом возрасте.

## Награды и премии
- Сталинская премия второй степени (1953 — посмертно) — за разработку и промышленное освоение методов выделения и переработки трития
- орден Трудового Красного Знамени
- медаль «За оборону Москвы»
- медаль «За победу над Германией в Великой Отечественной войне 1941-1945 гг.».